# Barbula javanica
Barbula javanica är en bladmossart som beskrevs av Frans François Dozy och Molkenboer 1844. Barbula javanica ingår i släktet neonmossor, och familjen Pottiaceae. Inga underarter finns listade i Catalogue of Life.